# الیزابت (نیوجرسی)
الیزابت (به انگلیسی: Elizabeth) شهری در ایالت نیوجرسی کشور ایالات متحده آمریکا است که جمعیت آن در سرشماری سال ۲۰۱۰ میلادی، ۱۲۴٬۹۶۹ نفر بوده‌است.